# Tomáš Brigant
Tomáš Brigant (Považská Bystrica, 11 ottobre 1994) è un calciatore slovacco, centrocampista del Winklarn.

## Caratteristiche tecniche
È un centrocampista centrale.

## Carriera
È cresciuto nelle giovanili di Považská Bystrica e Dubnica.

## Palmarès

### Club

#### Competizioni nazionali
- Campionato slovacco: 1

Spartak Trnava: 2017-2018
- Coppa di Slovacchia: 1

Spartak Trnava: 2018-2019